# Ducado da Bretanha
O Ducado da Bretanha foi um estado independente entre 841 e 1532, apesar de terem existido sempre influências de França ou Inglaterra. A independência da Bretanha foi declarada em 841, na sequência da revolta de Nominoe, Duque da Bretanha, senhor da Bretanha, contra o seu suserano, o rei Carlos I de França. Ao fim de cinco anos de guerra, a França reconhece a existência do ducado da Bretanha. Após a morte do duque Alano II em 952, a Bretanha entra numa crise dinástica onde as casas de Rennes e Nantes lutam pela posse do ducado. A situação será normalizada em 990 quando o conde Conan de Rennes pacifica o ducado sob o seu controlo. Em 1213, Pedro I, Conde de Dreux torna-se duque da Bretanha após o casamento com Alice de Thouars, a herdeira do ducado. Os Dreux tinham fortes laços com a casa real francesa e marcaram presença não só na Bretanha, mas também na política europeia de então. Entre 1341 e 1364, a Bretanha viveu uma guerra de sucessão, que terminou com a vitória dos Monforte, um ramo júnior da casa de Dreux. Em 1488, o duque Francisco II morre na sequência de um acidente de cavalo, após uma série de conflitos com a coroa francesa. Tinha apenas uma filha, Ana da Bretanha, que foi forçada a casar com o rei Carlos VIII de França. Quando Ana morreu em 1514, a Bretanha foi anexada à coroa francesa. A partir de então, duque da Bretanha passa a ser apenas um título nominal.